# 20880 Yiyideng
20880 Yiyideng este un asteroid din centura principală de asteroizi.

## Descriere
20880 Yiyideng este un asteroid din centura principală de asteroizi. A fost descoperit pe 3 noiembrie 2000 la Socorro, New Mexico, în cadrul proiectului LINEAR. Asteroidul prezintă o orbită caracterizată de o semiaxă mare de 2,70 ua, o excentricitate de 0,05 și o înclinație de 4,6° în raport cu ecliptica.